# クラフト紙袋
クラフト紙袋（クラフトかみぶくろ）は、主として粉・粒体の輸送に用いられている紙でできた袋状の容器である。
アメリカ合衆国ではHeavy duty shipping sackあるいはMulti-paper sack（多層紙袋）とも言うが、厚手の一層の紙袋も使用されていることから、国際規格ISOでは単純にPaper sack（紙袋）として規定されている。
紙袋に充填される内容物の重量は、60kgもあるが一般的には20-30kgで荷扱い上からは軽量化が望まれている。この容量に対する国際的な規定は、国連勧告危険物容器基準では最高50kgとなっている。

## 歴史

### 欧米
粉末の袋詰めに紙袋を使うアイデアは1870年代にドイツで考えられていたが、業務用のセメントや小麦粉の包装に大型紙袋が使うよう奨励されるようになったのは1890年代のことである。
主として重包装用に用いられるクラフト紙は、欧米では1907年にヨーロッパで試抄され、同年アメリカで最初のクラフト紙製造工場が建設された。
初期の紙袋は麻袋に比べて抵抗力が弱く、麻袋であれば投下による積み込みや積み下ろしでも損傷しない場合でも紙袋だと損傷してしまうことがあり、当時労働者からは嫌悪され輸送に使用されることは稀だった。しかし、第一次世界大戦でドイツが経済封鎖されると、黄麻を輸入できなくなり、クラフトペーパーの多層袋が使われるようになった。

### 日本
日本のクラフト紙袋の歴史は、1923年（大正12年）米国市場でベーツ社 (The Bates Valve Bag Company) が製造したクラフト紙袋を、浅野物産（現：丸紅）ニューヨーク駐在員が見本として日本に送り、林商会（現：王子製袋）が試作したのに端を発し、秩父セメント（現：太平洋セメント）、宇部セメント（現：宇部三菱セメント）両社が各4万袋輸入し使用した。結果が良好で、当時セメント用容器として使用していた木樽からクラフト紙袋に代わり、これがクラフト紙袋の本格普及の端緒となった。
1925年（大正14年）富士製紙（1933年王子製紙と合併）が初めてクラフト紙専門工場として製造を開始した。
この頃、昭和製袋（現：昭和パックス）は昭和肥料（現：昭和電工）と共同開発で、最も至難とされていた石灰窒素の容器として、吹込式防湿防水多層紙袋の開発に成功した。
1931年（昭和6年）より徐々に、石灰窒素の包装容器は従来の石油缶より紙袋に変換することになり、これが日本における防湿防水袋の元祖となった。

## クラフト紙袋製造会社
1931年（昭和6年）までに設立された製袋会社は、1923年（大正12年）創立の林商会（現：王子製袋）、1925年（大正15年）創立の鯨岡製袋所（現：鯨岡）、1928年（昭和3年）創立の東洋製袋（現：東タイ）、1929年（昭和4年）創立の日本製袋工業（現：日本製袋）、1929年（昭和4年）創立の昭和製袋（現：昭和パックス）、1930年（昭和5年）設立の樽谷商店（現：樽谷包装産業）、1931年（昭和6年）設立の東海製袋の7社であった。
1945年（昭和20年）終戦時の製袋会社は13社になったが、1950年（昭和50年）には各製紙メーカーがおのおの系列製袋会社を持つようになり、需要の増大に伴って新規製袋会社が急速に増え35社に膨れあがった。更に、1966年（昭和41年）には80余社となった。
2006年（平成18年）現在、全国クラフト紙袋工業組合「1981年（昭和56年）設立」所属の会社は58社、非所属の会社は22社となっている。